# ایمی کلوبشار
اِیْمی کلوبشار (به انگلیسی: Amy Klobuchar)‏ (‎/ˈkloʊbəʃɑːr/‎) (زادهٔ ۲۵ مهٔ ۱۹۶۰) سناتور ارشد ایالات متحده از مینه‌سوتا در سنای ایالات متحده آمریکا است که برای نخستین بار در ۳ ژانویهٔ ۲۰۰۷ به عضویت این مجلس درآمد.
کلوبشار در ۱۱ فوریه ۲۰۱۹ نامزدی رقابت خود را در انتخابات مقدماتی ریاست جمهوری سال ۲۰۲۰ حزب دمکرات اعلام کرد.

## مواضع سیاسی
مواضع سیاسی کلوبشار عموماً هم‌راستا با لیبرالیسم مدرن آمریکا بوده. او در خصوص سقط جنین حامی انتخاب است از اوباماکر و حقوق ال‌جی‌بی‌تی حمایت می‌کند و منتقد جنگ عراق بود.
بنا بر سایت گاوترک تعداد قوانینی که کلوبشار موفق شده به تصویب برساند تا انتهای کنگره ۱۱۴ام در اواخر سال ۲۰۱۶ از هر سناتور دیگری بیشتر بوده‌است. بنا بر سایت کنگره، تا تاریخ ۱۶ دسامبر ۲۰۱۸، او بانی اصلی یا از بانیان از ۱۱۱ مورد قانون مصوب بوده. آرای او در ۳۱٫۱٪ مواقع در کنگره ۱۱۵ ام همراستا با موضع ترامپ بوده‌است.

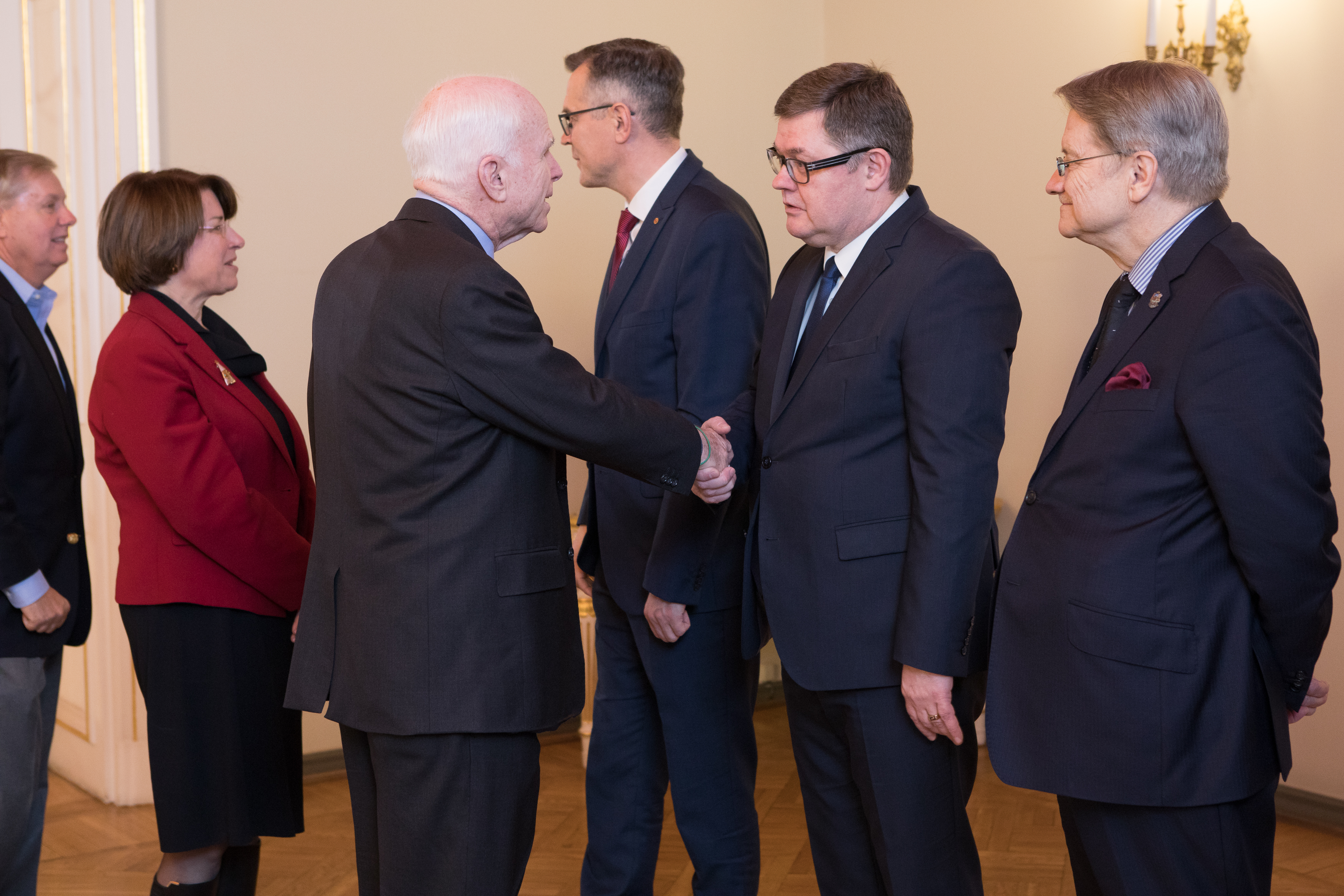
کلوبشار به همراه لیندسی گراهام و جان مککین در لاتویا ۲۰۱۶